# Circonvolution cérébrale
Pour les virus, voir Girus.
Une circonvolution cérébrale ou gyrus est un ensemble de replis sinueux du cortex cérébral, délimités par des sillons plus profonds ou constants qui marquent, chez les mammifères, la surface du cerveau.

## Histoire et étymologie
Le terme scientifique gyrus vient du latin gyrus « cercle », venant lui-même du grec γυ̃ρος « cercle ».
Le pluriel du terme latin est gyri mais la forme plurielle gyrus en français est très courante et légitime dans la mesure où le terme n'est plus considéré comme du latin scientifique mais est inclus dans le lexique français.
À la Renaissance, les plissements du cerveau étaient comparés à un enchevêtrement de macaronis, et ce n'est qu'au XIXe siècle que les anatomistes commencèrent à reconnaître à la surface du cortex les figures constantes formées par les lobes et les circonvolutions. L'anatomiste Louis Pierre Gratiolet (1815-1865) fut un des premiers à les décrire et les nommer. Sa nomenclature est encore utilisée actuellement.
L'avènement de l'imagerie cérébrale à la fin du XXe a permis à la neuroanatomie descriptive de devenir la langue commune des neurosciences cognitives (Houdé et als, 2002).

## La délimitation des circonvolutions par les sillons
Une caractéristique évolutive majeure des mammifères est le développement extraordinaire du cortex cérébral. Le cortex le plus récent sur le plan de l'évolution (ou néocortex) n'est qu'à l'état d'ébauche chez les reptiles et n'est encore qu'une couche lisse et mince chez les oiseaux. Le cortex des mammifères rongeurs (rats, souris) est encore lisse mais l'augmentation notable de sa surface à l'intérieur de la boîte crânienne l'oblige à former des plis chez les carnivores (chiens, chats). Avec l'espèce humaine, le cortex préfrontal connaît un développement relatif remarquable. La surface totale du cortex humain atteint alors environ 2 200 cm2 alors qu'elle n'est que de 490 cm2 chez le chimpanzé.
La topologie fine des dépressions du cortex humain est très variable d'un individu à l'autre mais il est possible d'identifier des figures constantes se retrouvant chez tous les sujets, capables de caractériser les sillons cérébraux. Ce sont ces sillons constants qui serviront à définir une parcellisation des hémisphères en lobes et en gyri.
C'est donc en partant de la définition des principaux sillons qu'on peut délimiter les circonvolutions ou gyri (voir l'article sillons). La présentation ci-dessous est inspirée de Houdé et al. (2020).

## Gyrus du lobe frontal
Le lobe frontal est divisé en cinq gyrus principaux, un vertical, le long du sillon de Rolando, trois longitudinaux et antéro-postérieurs et un sur la face inférieure :
- le gyrus précentral est un ruban vertical délimité par le sillon précentral en avant et le sillon central (de Rolando) en arrière. Il correspond à l'aire motrice (aire 4 de Brodmann) ;
- le gyrus frontal supérieur F1 situé au-dessus du sillon frontal supérieur, longe le bord supérieur de l'hémisphère ;
- le gyrus frontal moyen F2, en dessous de F1, est situé entre le sillon frontal supérieur et le sillon frontal inférieur ;
- le gyrus frontal inférieur F3 en dessous du sillon frontal inférieur, il forme l'aire de Broca ;
- le gyrus rectus sur la face inférieure, limité par le sillon olfactif.

## Gyrus du lobe pariétal
Le lobe pariétal est divisé en quatre parties, un gyrus vertical, deux lobules longitudinaux, sur la face externe de l'hémisphère et un gyrus sur la face interne, de faible étendue :
- le gyrus postcentral est un ruban vertical délimité en avant par le sillon central et en arrière par le sillon postcentral. Il correspond aux aires somatosensorielles. Ce gyrus s'unit au gyrus précentral par deux plis de passage :
  - le lobule paracentral (fronto-pariétal supérieur) et
  - le lobule rolandique (fronto-pariétal inférieur) ;
- le lobule pariétal supérieur P1 ou lobule pariétal supérieur, situé au-dessus du sillon intrapariétal ;
- le lobule pariétal inférieur P2 situé en dessous du précédent, est limité au-dessus par le sillon intrapariétal et en dessous par une ligne fictive horizontale prolongeant le sillon latéral de Sylvius. Il est divisé généralement, en deux parties :
  - le gyrus supramarginal,
  - le gyrus angulaire ;
- le précuneus situé sur la face interne du lobe pariétal, est limité en avant par la partie verticale du sillon calloso-marginal, en haut par le bord de l'hémisphère et en arrière par le sillon pariéto-occipital.

## Gyrus du lobe occipital
Le lobe occipital a la forme d'une pyramide triangulaire dont un sommet est dirigé vers l'arrière, centré sur le pôle occipital. Il est divisé en six parties :
- le gyrus occipital supérieur O1 (fig. 1), sur la face externe, est limité latéralement par le sillon intra-occipital ;
- le gyrus occipital moyen O2 (fig. 1) est délimité vers l'avant par le sillon occipital antérieur et vers l'arrière par le sillon intra-occipital. Il est adjacent au gyrus angulaire ;
- le gyrus occipital inférieur O3 (fig. 1) est une petite circonvolution horizontale antéro-postérieure, limitée supérieurement par le sillon occipital inférieur. Il est adjacent aux gyrus temporal moyen T2,  et inférieur T3 ;
- le lobule fusiforme, O4 (fig. 2) est situé sur la face inférieure du cerveau ; il se prolonge par T4 le gyrus fusiforme du lobe temporal. La limite étant artificielle, on appelle parfois O4-T4 le gyrus occipito-temporal ;
- le lobule lingual O5 (fig. 2), à cheval sur la face interne et inférieure de l'hémisphère, est dans le prolongement du gyrus parahippocampique, entre les scissures calcarine et collatérale ;
- le cuneus O6 (fig. 2), situé sur la face interne du lobe occipital, est limité en avant par le sillon pariéto-occipital et en dessous par la scissure calcarine.

## Gyrus du lobe temporal
Le lobe temporal présente deux faces, l'une externe divisée en trois gyrus, une autre inférieure :
- le gyrus temporal supérieur T1 (fig. 1), situé sur la lèvre inférieure du sillon latéral, limité en bas par le sillon temporal supérieur et se prolongeant en arrière avec le lobule pariétal inférieur ;
- le gyrus temporal moyen T2, situé en dessous et parallèlement à T1, limité en dessous par le sillon temporal inférieur ;
- le gyrus temporal inférieur T3, parallèlement à T2, sur le bord de l'hémisphère, jusqu'à la scissure temporo-occipitale et en arrière jusqu'au gyrus occipital inférieur O3 ;
- le gyrus fusiforme T4 (fig. 2), située sur la face inférieure de l'hémisphère, entre la scissure temporo-occipitale et la scissure collatérale. Il s'unit en arrière avec le lobule fusiforme O4. Ces deux gyrus T4 et O4 constituent le gyrus occipito-temporal latéral.

Le gyrus temporal supérieur T1 présente une face non visible latéralement et qui s'enfonce profondément jusqu'à l'insula dans le sillon latéral. Elle est subdivisée en trois régions (fig. 5 et 6) :
- le planum polare, en avant ;
- le gyrus de Heschl ou gyrus temporaux transverses antérieur et postérieur, zone du cortex auditif primaire ;
- le planum temporale PT, plus en arrière.

## Gyrus du lobe limbique
Le lobe limbique traite les informations émotionnelles et végétatives. Il est divisé dans les régions suivantes :
- le gyrus cingulaire (fig. 2) situé sur la face interne de l'hémisphère, et entourant par-dessus le corps calleux et dans sa partie antérieure, en dessous du sillon cingulaire ;
- la formation hippocampique formée du gyrus dentatus, de la corne d'Ammon et du subiculum ;
- le gyrus parahippocampique (fig. 2)  se continue avec le lobule lingual O5.

## Gyrus du lobe de l'insula
L'insula est la partie du cortex située dans la profondeur de la scissure latérale et entièrement recouverte par les lobes frontal, pariétal et temporal.
La partie antérieure du lobe de l'insula joue un rôle dans la production du langage et sa partie postérieure contient des aires somatosensorielles secondaires intégrant des informations en provenance de différentes modalités.
Le sillon central de l'insula sépare les cinq gyrus de l'insula en deux gyrus antérieurs et trois postérieurs.
- Gyrus de l'insula numéroté de I à V.

### Sources
- Olivier Houdé, Bernard Mazoyer, Nathalie Tzourio-Mazoyet, Cerveau et psychologie Introduction à l'imagerie cérébrale anatomique et fonctionnelle, puf, 2002
- Vincent Di Marino, Yves Etienne, Maurice Niddam, Atlas photographique en couleur du système nerveux central, Spinger, 2010, 286 p.